# سیارک ۸۶۶
سیارک ۸۶۶ (به انگلیسی: 866 Fatme، نامگذاری:1917BQ) هشتصد و شصت و ششمین سیارک کشف شده‌است که در ۲۵ فوریه ۱۹۱۷ و در هایدلبرگ کشف شد.
قدر مطلق سیارک برابر ۹٫۲۰ است.